# Torella del Sannio
Torella del Sannio är en ort och kommun i provinsen Campobasso i regionen Molise i Italien. Kommunen hade 737 invånare (2018).